# Hirschsprung (Krofdorfer Forst)

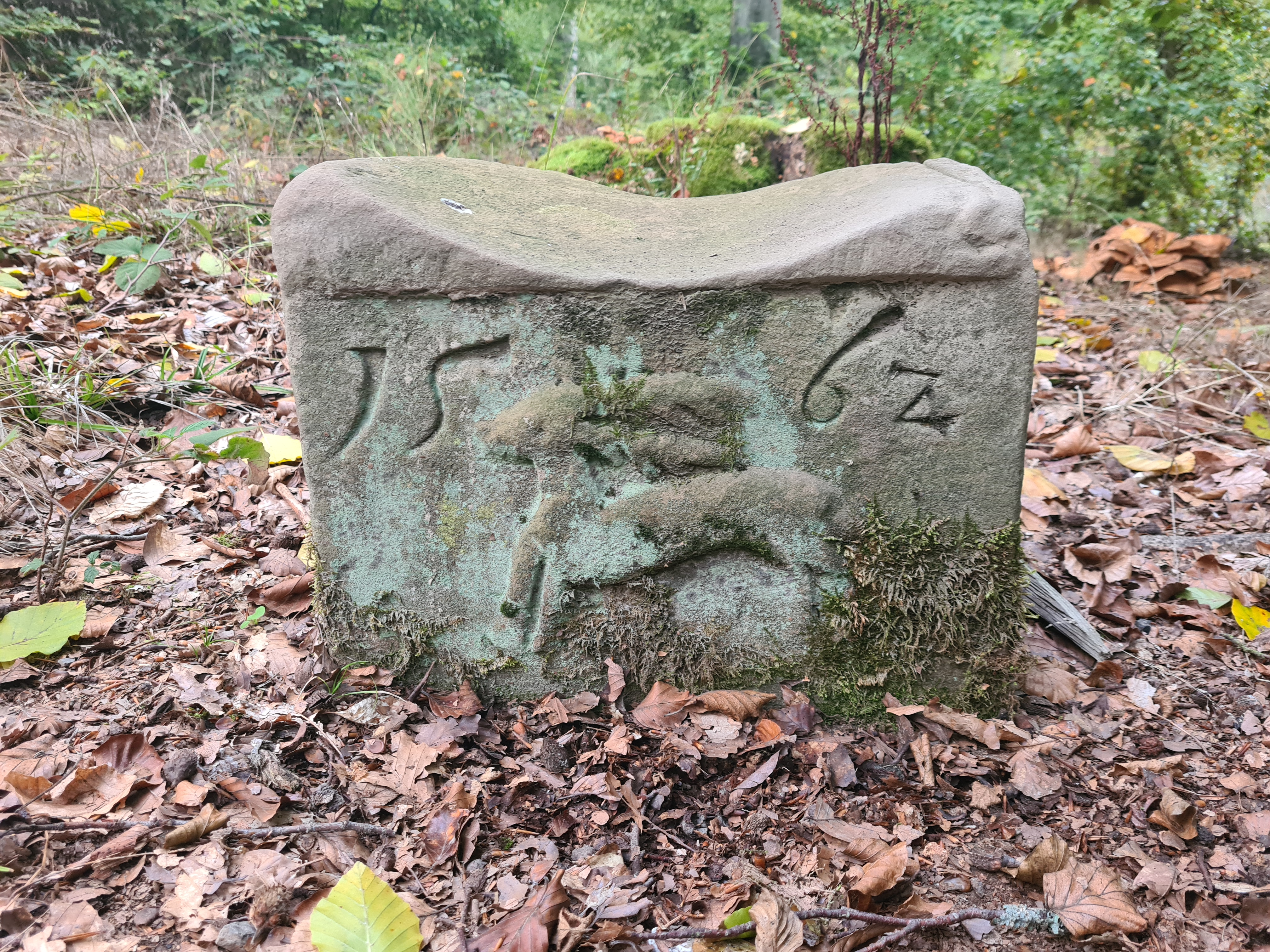

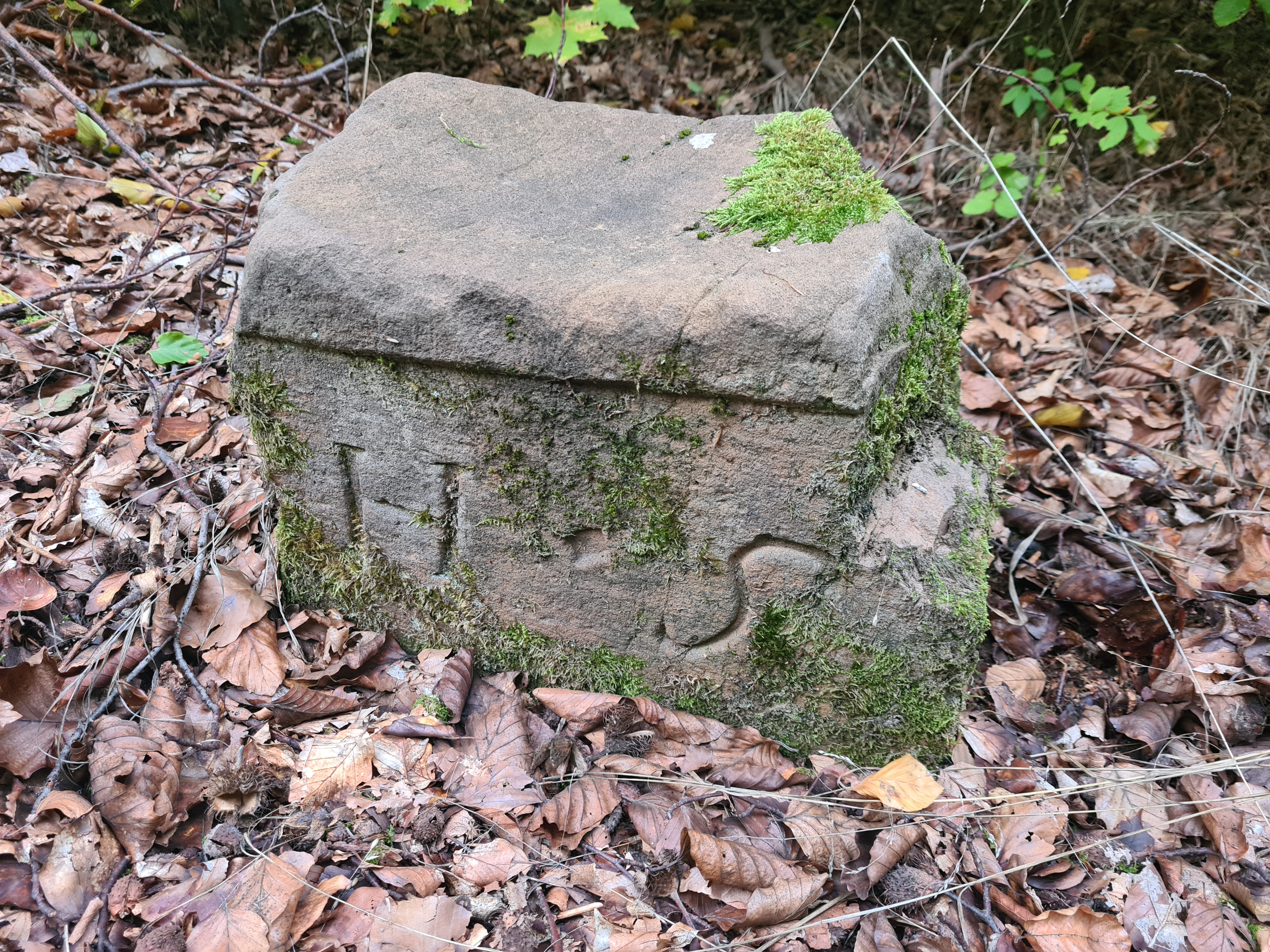

Der Hirschsprung im Krofdorfer Forst (Gemeinde Wettenberg) entspringt einer alten Sage. Die Gleiberger Grafen waren auf der Jagd im Forst. Vom abgestellten Zeugwagen spannte man Seile mit Lappen trichterförmig durch den Wald, um das Wild dort in die Falle zu treiben. Ein so in die Enge getriebener Rothirsch soll dabei in seiner Panik über den Wagen gesprungen und so den Jägern entkommen sein. Zwei Steine markieren die Stellen, wo der Hirsch abgesprungen ist und wo er wieder aufkam. Auf einem ist ein Hirsch abgebildet mit der Jahreszahl 1562 darüber, auf dem anderen ist "H S" (= Hirschsprung) zu lesen.
Die beiden Steine sind oberseits rund ausgeschliffen, denn Holzfäller nutzten sie, um ihre Äxte zu schärfen.
Nach dem Ort der Sage ist auch ein heutiges Amphibienschutzgebiet, der „Weiher Hirschsprung“ benannt.

## Quelle
- Jürgen Leib: Krofdorf-Gleiberg zwischen Tradition und Fortschritt. Heimatbuch zur 1200-Jahrfeier der Gemeinde Krofdorf-Gleiberg. Gießen 1974 (Die Quelle nennt die Jahreszahl fälschlicherweise als 1642.)